# Thøger Reenberg

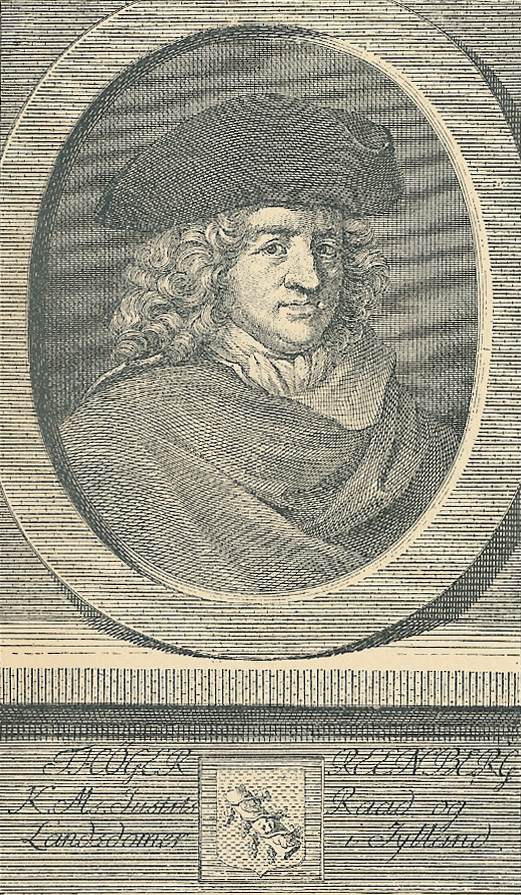
Thøger Reenberg.

Thøger Reenberg, född den 10 oktober 1656, död den 24 juni 1742, var en dansk skald. Han var bror till Morten Reenberg och farbror till Christian Christopher Reenberg.
Reenberg blev 1679 teologie kandidat, 1688 sekreterare i kansliet och 1703 godsägare samt lantdomare i Jylland. Reenberg skrev en mängd skämtsamma tillfällighetskväden, åtskilliga dryckessånger (av vilka man ännu sjunger I et vinhus jeg skal sige mit farvel) och även några större dikter, till exempel Forsamling paa Parnas (en kritik på samtidens versmakeri) och Ars poetica, närmast påverkad av Boileau. Reenbeergs samlade dikter utgavs 1769.